# Tele2
Tele2 is een van oorsprong Zweedse telecomaanbieder en levert zowel vaste als mobiele telefoniediensten, datanetwerken en internetdiensten. Bij het grote publiek is het bedrijf bekend geworden als gevolg van het in het verleden aanbieden van goedkoop bellen voor consumenten. Het bedrijf werd in 1993 in Zweden opgericht en de aandelen staan sinds 1996 genoteerd aan de Stockholmsbörsen.

## Activiteiten
Tele2 is een van oorsprong Zweedse telecomaanbieder en levert zowel vaste als mobiele telefoniediensten, datanetwerken en internetdiensten. Het werd in 1993 opgericht en breidde de activiteiten snel uit binnen en buiten Zweden. Het kocht in 2001 Fora Telecom en werd daarmee actief in Rusland. De belangen werden uitgebreid en in 2009 was het de enige eigenaar van Tele2 Russia. In 2012 was Tele2 Russia de op drie na grootste aanbieder in het land met 23 miljoen abonnees. In 2013 verkocht het zijn hele belang in Tele2 Russia aan VTB Group voor US$ 3,5 miljard. Dit patroon werd in andere landen herhaald, na een snelle expansie verkocht Tele2 de belangen in diverse landen en is nu bijna uitsluitend actief in Zweden en de Baltische Staten.
In november 2018 werd de overname afgerond van Com Hem. Com Hem is een aanbieder van breedband- en digitale tv-diensten in Zweden en behaalde hiermee een omzet van SEK 7 miljard in vergelijking tot zo'n SEK 15 miljard voor Tele2. Tele2 betaalde met eigen aandelen, één aandeel Tele2 voor één aandeel Com Hem, en SEK 37 per aandeel in contanten. AB Kinnevik hield voor de overname een aandelenbelang van 19% in Com Hem. Na de overname daalt het aandeel van mobiele telefoondiensten in de omzet, en neemt die van breedband- en tv-diensten toe.
In 2019 was de omzet SEK 27,7 miljard en de nettowinst bedroeg SEK 1,6 miljard. Van de omzet werd zo'n 80% gerealiseerd in Zweden en de resterende een vijfde in de Baltische Staten en Duitsland. Ruim de helft van de omzet wordt gerealiseerd met mobiele en een derde met vaste telefoondiensten. In Zweden is Tele2 na Telia de grootste telecomaanbieder.

## Aandeelhouders
Tele2 is beursgenoteerd en de grootste aandeelhouder is het in 1936 opgerichte Investment AB Kinnevik, sinds 1983 in handen van de in 2002 overleden Europese grootondernemer Jan Stenbeck. Het Zweedse Kinnevik heeft 27,2% van de aandelen Tele2, maar 42% van het stemrecht, in handen in 2020. Onder leiding van Jan Stenbeck ging Kinnevik zich bewegen in markten met een sterke monopolisering. De rode draad in de bedrijfsvoering is het openbreken van markten en het bestrijden van monopolies.

## Nederland

### Telefoon
Tele2 startte in 1997 in Nederland en biedt zowel de consumenten-, de zakelijke als de wholesale-markt een compleet pakket van communicatiediensten. Het bedrijf verkoopt spraak-, data-, internet- en tv-diensten via een eigen infrastructuur. Tele2 heeft een landelijk dekkend glasvezel- en DSL-netwerk. In juli 2005 kocht Tele2 het verlieslatende Versatel en kreeg hiermee een glasvezelnetwerk in handen. In de jaren daarna werd ook nog BBned gekocht.
Naast vaste telefonie biedt Tele2 sinds 2001 ook mobiele telefonie aan via een zogenaamde MVNO-constructie (Mobile Virtual Network Operator). Tele2 was de eerste MVNO in Nederland en werkte eerst samen met Telfort (later werd dit KPN). Sinds september 2009 maakte Tele2 gebruik van het mobiele netwerk van T-Mobile Nederland.
Sinds 2003 worden ook breedband-internetdiensten verkocht. In 2005 was Tele2 de eerste partij in Nederland met IPTV en distribueerde via het ADSL2+ netwerk alle voetbalwedstrijden uit de Nederlandse Eredivisie. Begin 2006 introduceerde Tele2 op de Nederlandse markt "triple play": televisie, internet en bellen in één pakket. In 2010 werkten er ongeveer 800 mensen bij Tele2 Nederland, die volgens het onafhankelijke Nederlandse onderzoeksbureau Telecompaper een omzet realiseerde van € 614 miljoen.

### Nieuwe toetreder 4G-markt
Tot december 2012 waren er drie partijen die op Nederlandse markt die mobiele diensten aanboden via een eigen netwerk: KPN, T-Mobile Nederland en Vodafone. De licenties op de frequenties liepen ten einde, waardoor een nieuwe veiling nodig was. De telecomaanbieders konden bieden op diverse frequenties die gebruikt kunnen worden voor bestaande GSM- en UMTS-diensten (2G en 3G) maar ook voor de nieuwe 4G-netwerken die veel sneller dataverkeer mogelijk maken. De veiling ging op 31 oktober 2012 van start en in december werd de uitslag bekend. Naast de drie eerder genoemde partijen werd Tele2 een nieuwe partij in deze markt. Voor twee vergunningen betaalde Tele2 zo’n € 160 miljoen. De meeste vergunningen hebben een looptijd van zeventien jaar en voor Tele2 treedt de vergunning in werking nadat de netwerken zijn aangepast.
In augustus 2013 werd bekend dat Tele2 voor de uitrol van haar eigen 4G-netwerk in Nederland gebruik gaat maken van de antennes van T-Mobile. Het delen van de antennes zorgt bij beide providers voor aanzienlijk lagere kosten in uitrol en onderhoud van het netwerk. Het gebruik van bestaande antennes bespaart Tele2 verder veel tijd bij de realisatie van haar eigen landelijke 4G-netwerk. T-Mobile en Tele2 hebben ook het MVNO-contract met vijf jaar verlengd waarmee Tele2-klanten ook de komende jaren kunnen blijven bellen en internetten via 2G- en 3G-verbindingen. Zodra Tele2 haar eigen 4G-netwerk heeft voltooid, zal 2G en 3G als terugvalmogelijkheid dienstdoen mocht de 4G-verbinding wegvallen.
In september 2013 meldde het bedrijf € 172 miljoen te gaan investeren in de aanleg van het netwerk in Nederland. Per jaareinde 2015 moet het netwerk landelijke dekking hebben. Tele2 gaat met hiermee de concurrentie aan met KPN, T-Mobile en Vodafone en wil een marktaandeel van 20% van de Nederlandse mobiele telefonie veroveren.

#### Overname door Deutsche Telekom
Het marktaandeel van Tele2 Nederland bleef echter op 5% steken en dit was de aanleiding voor een fusie met T-Mobile Nederland – op dat moment de derde grootste partij in Nederland. Op 15 december 2017 werd het plan bekend gemaakt om zo sterker te staan tegen het duopolie van KPN en VodafoneZiggo. Deze laatste twee hadden samen meer dan 80% van de Nederlandse mobiele markt in handen in 2017. Tele2 en T-Mobile zouden door samen te werken kosten kunnen besparen en zo, met het oog op de 5e generatie netwerken, beter klaar zijn voor de toekomst.
Deutsche Telekom, het moederbedrijf van T-Mobile, bood ruim € 190 miljoen voor Tele2 Nederland. De Zweedse moeder van Tele2 zou 25% van de aandelen van het fusiebedrijf in handen houden en de rest komt bij Deutsche Telekom. Deutsche Telekom beschouwde de overname als een onderdeel van zijn investeringsvisie voor de lange termijn. De Europese Commissie keurde de fusie op 27 november 2018 onvoorwaardelijk goed. Sinds 2 januari 2019 zijn T-Mobile Nederland en Tele2 Nederland samengegaan. Na de overname door Deutsche Telekom werd bekendgemaakt dat het 4G-netwerk van Tele2 op langere termijn zou gaan verdwijnen. Het netwerk zou op termijn worden samengevoegd met het netwerk van T-Mobile. Op 2 maart 2021 was het zover en werden de laatste 21 masten van Tele2 uitgeschakeld, de klanten maken hierna uitsluitend gebruik van het T-Mobile netwerk.
Op 5 september 2023 zijn de merken Tele2 Mobiel en T-Mobile Nederland samengevoegd onder de naam Odido. Naast het hoofdmerk voert het bedrijf ook nog activteiten uit onder de merknamen Simpel, Ben, Tele2 Thuis & Tweak.

### Kabelmarkt
In 2010 brak Tele2 als eerste partij het monopolie in de markt voor analoge kabeltelevisie open. Binnen enkele weken meldden zich duizenden geïnteresseerde consumenten voor analoge kabeltelevisie van Tele2. Het besluit van de Onafhankelijke Post en Telecommunicatie Autoriteit (OPTA) om kabelbedrijven te dwingen om andere partijen toe te laten op de analoge kabelmarkt, werd echter vernietigd door het College van Beroep voor het bedrijfsleven. De OPTA kwam 23 juni 2011 met een nieuwe marktanalyse. Tele2 zegt teleurgesteld te zijn over de opvatting van de OPTA en heeft aangegeven te blijven strijden voor vrije kabelkeuze.

## België
In 2003 werd Tele2 België actief. Sindsdien is de telecomoperator uitgegroeid tot een volwaardige concurrent voor Belgacom en Telenet in vaste telefonie. In 2005 werd het Nederlandse bedrijf Versatel door Tele2 overgenomen en dat leidde ook in België tot een samengaan van beide bedrijven. Tele2 was dus ook actief op de breedband-internetmarkt in België.
In 2007 werd Tele2 België overgenomen door KPN en werd de aandacht gevestigd op Wallonië waar er een grotere groei mogelijk was. De omzet van Tele2 België bedroeg in 2006 zo’n € 160 miljoen en telde ongeveer 180 medewerkers. KPN betaalde ongeveer € 95 miljoen, waarbij de schulden en kasmiddelen bij de verkoper achterbleven. Per 1 oktober 2009 verdween de merknaam Tele2 en werd vervangen door BASE voor wat betreft consumentendiensten. De zakelijke dienstverlening vond plaats onder de merknaam KPN Group Belgium.

## Luxemburg
Tele2 Luxemburg was de uitbater van het tweede mobiele telefoonnetwerk onder de merknaam Tango, hiernaast was Tele2 Luxemburg aanbieder van vaste telefonie en breedbandinternet. In juni 2008 verkocht Tele2 de Luxemburgse divisie, samen met de Liechtensteinse divisie, aan Belgacom.

## Trivia
- Voor reclamecampagne Omdat het moet werd door Tele2 aan Lil' Kleine en Ronnie Flex gevraagd om een lied te schrijven. Dit werd Niet omdat het moet en was in Nederland een nummer-1 hit en behaalde ook in Vlaanderen de hitlijsten.